# Grenada National Museum

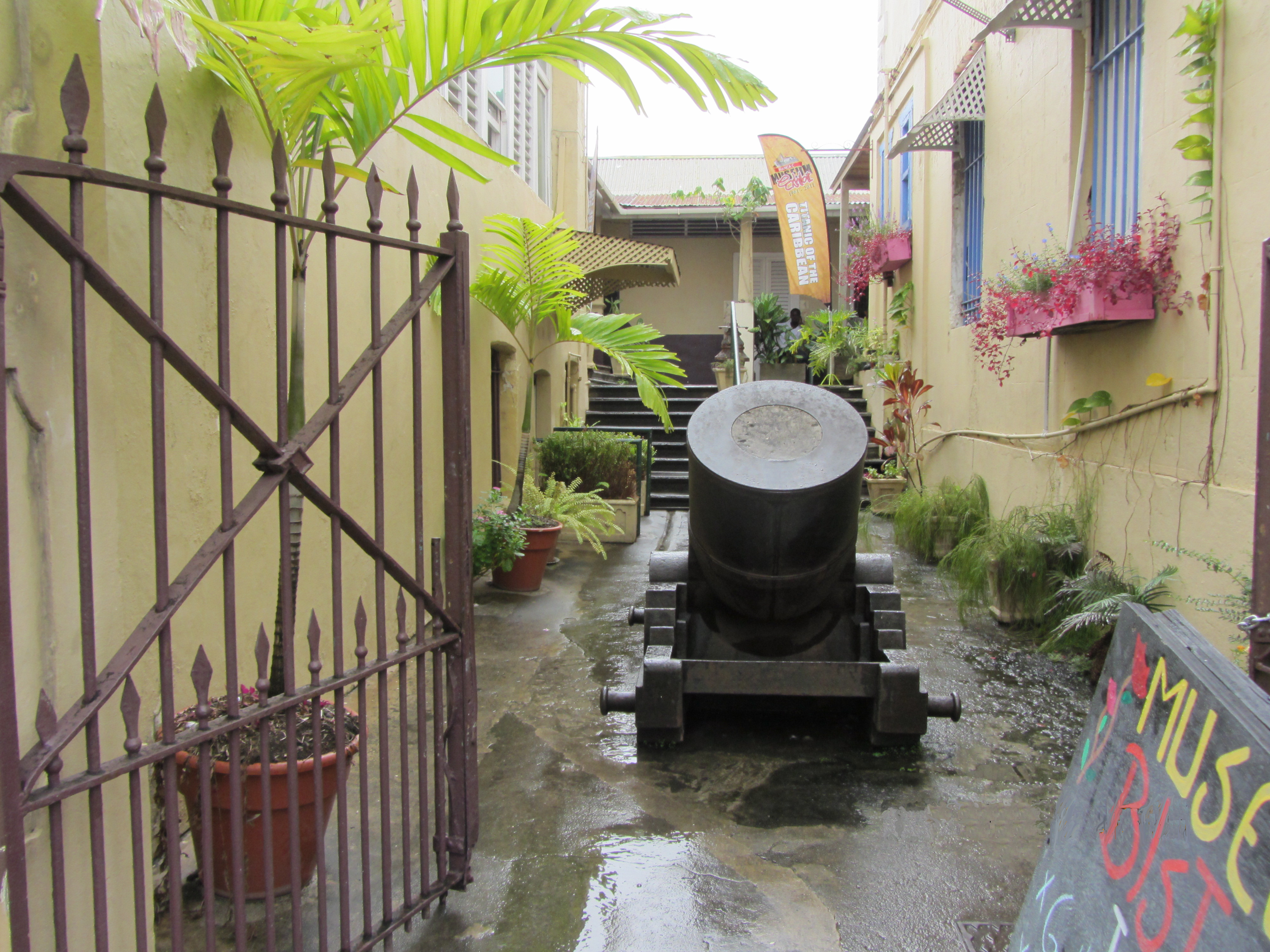
Mörser in der Museumsausstellung

Das Grenada National Museum ist das Nationalmuseum des Inselstaates Grenada in St. George’s.

## Geschichte
Das Museum ist in einem Gebäude untergebracht, das die Franzosen ab 1704 als Kaserne nutzten. Es steht auf den Fundamenten des Fort George. Später bis 1880 war es ein britisches Frauengefängnis. Nach dieser Phase wurde das Gebäude zum ersten Hotel Grenadas umgebaut. Noch später wurden in den Gebäuden zwei unabhängige Hotels unter verschiedenen Eigentümern und ein Kaufmannsladen eingerichtet.
Das Museum wurde 1976 mit archäologischem und geschichtlichem Schwerpunkt eröffnet. Einige Bürger hatten sich dafür zur Grenada Historical Society zusammengeschlossen.

## Ausstellung
Die permanente Ausstellung beinhaltet in einzelnen Abteilungen die Themen „Slavery, First Inhabitants, Plantation Economy, Whaling & Fishing Archaeology, and Early Transport & Technology“ (Sklaverei, Ureinwohner, Plantagenwirtschaft, Walfang und Fischerei und Früher Verkehr und Technologie).
Zuwendungen der Republic Bank halfen dem Museum die Qualität der Ausstellung zu verbessern und ausführlicher zu gestalten. Heute gibt es zur Armanadian Culture (Ciboney, Kariben und Arawak, den „Amerindians“) zahlreiche Scherben und Petroglyphen, Ausstellungsstücke zur Natur.
Die ersten misslichen Versuche der Briten 1609, sich auf Grenada anzusiedeln, und die Periode französischer Besetzung werden dargestellt. Es gibt zahlreiche historische Maschinen zur Zuckerherstellung, wie eine alte Rum-Distille und Artefakte der Yoruba, Geräte der Walfangindustrie und das Marmorbad, das Joséphine de Beauharnais (Kaiserin Josephine Bonaparte) als Kind benutzte. Außerdem ist das erste Telegraphiegerät ausgestellt, das in Grenada 1871 angeschafft wurde. Neuere Ausstellungsstücke befassen sich mit der Ermordung von Maurice Bishop und dem Krieg, der aus der US-Invasion in Grenada durch die Amerikaner entstand. Neben kulturhistorischen Themen deckt die Ausstellung die politischen Ereignisse bis in die 1980er-Jahre ab.

## Bildung
Ein Bildungsprogramm unter dem Titel The Grenada National Museum Press (GNMP) wurde für Besucher geschaffen und die Grenada Historical Society hat ihre Räumlichkeiten ebenfalls in dem Museumsgebäude. Neben Büchern und Flyern gibt es Unterrichtsmaterialien für Besuchergruppen.